# Chondrodysplazja typu Grebego
Chondrodysplazja typu Grebego (ang. chondrodysplasia, Grebe type; Grebe dysplasia; brazilian achondrogenesis; acromesomelic dysplasia, Grebe type) – rzadka choroba genetyczna o dziedziczeniu autosomalnym recesywnym, spowodowana mutacjami w genie CDMP1 w locus 20q11.2.
Chorobę opisał niemiecki lekarz Hans Grebe w 1952 i 1955 roku, u 7- i 11-letniej dziewczynki. Probandki były siostrami pochodzącymi z małżeństwa spokrewnionych ze sobą rodziców. Ten sam zespół opisał Antônio Quelce-Salgado w pracy z 1964 roku, w której opisał 47 przypadków choroby należących do pięciu rodzin.